# Œuvres complètes de saint Denys l'Aréopagite
Les Œuvres complètes de saint Denys l’Aréopagite sont un manuscrit enluminé byzantin recueillant un ensemble de textes théologiques écrits par le Pseudo-Denys l'Aréopagite. Le manuscrit a été donné par l'empereur byzantin Manuel II Paléologue en 1405 à l'abbaye de Saint-Denis Il est actuellement conservé au musée du Louvre (MR 416).

## Historique du manuscrit
Après la défaite de Nicopolis en 1396, l'empereur byzantin Manuel II Paléologue effectue une visite de plusieurs cours royale de l'occident chrétien, séjournant notamment Paris et Londres entre 1401 et 1403, pour tenter d'obtenir un soutien des troupes occidentales. À l'occasion de son séjour, il visite l'abbaye de Saint-Denis le 24 février 1401 à l'occasion des fêtes de l'Octave de saint Denis en compagnie de Charles VI. Si ce voyage est un échec, il fait envoyer au monastère un manuscrit des œuvres complètes du Pseudo-Denys l'Aréopagite, attribué alors selon la tradition au saint byzantin Denys l'Aréopagite. Une inscription en grec placée au folio 237v indique : « Ce livre a été envoyé de la part du très haut basileus et autocrator des Romains, Manuel Paléologue, au monastère de Saint-Denis de Paris en France ou en Gaule, depuis Constantinople, par moi, Manuel Chrysoloras, ambassadeur délégué par le basileus, l'an 6916 de la création du Monde et l’an 1408 de l’Incarnation du Christ ; le dit basileus était venu à Paris quatre ans auparavant ». Le portrait de la famille impériale au f.1v ne représente pas le quatrième fils de l'empereur, Constantin, ce qui fait penser que le manuscrit a été achevé avant sa naissance en février 1405.
Le manuscrit est par la suite conservé au sein du trésor de l'abbaye. Entre 1645 et 1655, une reliure lui est ajoutées, fabriquée à partir de panneaux en ivoire datés de la fin du XIVe siècle. Le manuscrit est déplacé avec le trésor de Saint-Denis au Muséum central en 1793, devenu par la suite musée du Louvre.

## Description

### Le texte
Le manuscrit contient les textes pseudépigraphiques attribués par la tradition byzantine au philosophe athénien du Ier siècle Denys l'Aréopagite, même si ces textes remontent sans doute aux années 500. Il s'agit : 
- des quatre traités de la Hiérarchie céleste (f.7-52v)
- traité sur les Noms divins (f.55-146)
- traité sur la Hiérarchie ecclésiastique (f.147-204)
- traité sur la Théologie mystique (f.205-211)
- des lettres à Gaius, Dorothée, Sopater, Polycarpe, Démophile, Tite et saint Jean (f.212-237)

Le manuscrit contient en introduction une table générale en lettre d'or appelée pinax (f.3v) ainsi que le prologue de saint Maxime (f.3v-5v) et des remarques introductives sur les scholies (f.5v-6v) qui ponctuent par ailleurs tout le texte. Le texte lui-même est décoré régulièrement de lettres, de points et de lignes d'or ainsi que d'esquisses de rinceaux. 
L'analyse paléographique a permis de déterminer que le texte du manuscrit, les miniatures mises à part, est en réalité daté du milieu du XIVe siècle. Il a en effet sans doute été copié par le scribe et notaire de la cour impériale byzantine Michel Klostomalles. On retrouve la même écriture et les mêmes ornements dans d'autres manuscrits signés de sa mains entre 1311 et 1342. Pour faire ce cadeau à l'abbaye de Saint-Denis, l'empereur s'est sans doute contenté de récupérer un ancien manuscrit auquel il a fait ajouter deux nouvelles miniatures. Il s'agit peut-être d'un manque de temps, ou d'un manque d'argent, la cour impériale connaissant alors un certain dénuement. 

### Miniatures

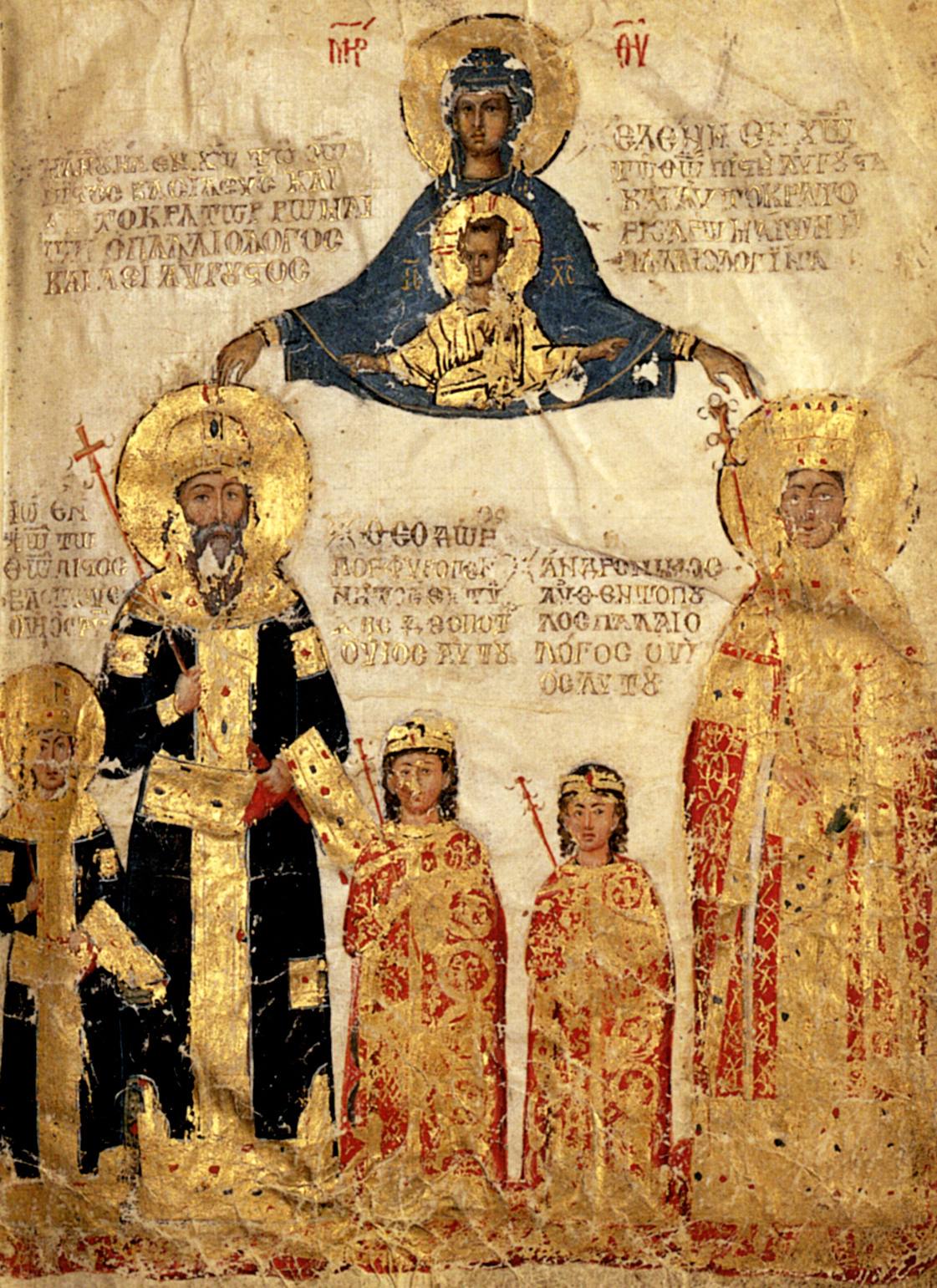
Portrait de la famille impériale.

Le manuscrit contient deux miniatures en pleine page sur les deux premiers folios du livre : 
- folio 1r : le portrait du soi-disant auteur du texte, Denys l'Aréopagite, habillé en vêtement liturgique épiscopal byzantin et tenant dans ses mains un ouvrage contenant ses écrits. Une inscription en grec et en lettre d'or autour de sa tête indique : « O AGIOS DIONUSIOS O AEROPAGITHS »[1].
- folio 2r : le portrait de la famille impériale : Manuel II Paléologue, sa femme, Helena Dragaš, et leurs trois fils, Jean, futur Jean VIII Paléologue, Théodore et Andronic. L'empereur et son fils aîné Jean sont habillés du sakkos impérial, sur lequel est posé un loros d'or. Les trois autres possèdent un manteau rouge sur lequel est brodé un aigle bicéphale en fil d'or, symbole de la dynastie des Paléologues. Une inscription en or permet d'identifier chacun. Au-dessus de la famille, la  Vierge Blachernitissa protège les personnages en posant sa main sur les nimbes de l'empereur et de l'impératrice[1].

### Reliure
La reliure est de création française, sans doute à l'abbaye de Saint-Denis même et remonte à la fin du XIVe siècle ou aux années 1400. Elle est mentionnée dans le trésor de Saint-Denis dès 1505 puis décrite à nouveau en 1534 et 1634 comme protégeant un manuscrit des épîtres. Elle est constituée de deux plaques en ivoire d'éléphant sculptées et décorées d'argent, d'argent doré, de velours et de pierres précieuses. La monture date du XVIIe siècle, époque à laquelle elle a été montée sur l'ouvrage byzantin.
Les plaques sculptées contiennent différents épisodes de la passion du Christ sculptés, représentés en bandes superposées. La plaque de dessus de livre représente : 
- l'entrée à Jérusalem
- Le Christ au mont des Oliviers, la flagellation
- La déposition du Christ et sa mise au tombeau

Sur la plaque de dessous : 
- La trahison de Judas, le Christ guérissant l'oreille de Malchus, et la mort de Judas
- La crucifixion avec la Vierge éplorée soutenue par les saintes femmes, les soldats romains lui tendant l'éponge de vinaigre et le perçant de la lance.
- La résurrection avec les saintes femmes devant le tombeau sur lequel est posé l'ange puis une scène du Noli me tangere.